# Aaron Hickey
Aaron Hickey (Glasgow, 10 juni 2002) is een Schots voetballer die doorgaans als verdediger speelt. Hij verruilde Bologna in juli 2022 voor Brentford. Hickey debuteerde in 2022 in het Schots voetbalelftal.

## Clubcarrière

### Celtic
Hickey genoot zijn jeugdopleiding bij Heart of Midlothian, Celtic en opnieuw Hearts of Midlothian. Op 10 mei 2019 maakte hij zijn officiële debuut in het eerste elftal van Hearts, tijdens een eindrondewedstrijd tegen Aberdeen. Vijftien dagen later kreeg hij een basisplaats in de finale van de Schotse voetbalbeker tegen zijn ex-club Celtic. Hickey was de jongste speler in een Schotse bekerfinale sinds John Fleck in 2008.

### Bologna
Na zijn eerste volledige seizoen in het eerste elftal van Hearts verhuisde Hickey in september 2020 voor ca. 1,5 miljoen Britse pond naar Bologna. Hier schipperde hij in 2020/21 tussen het veld, de bank en de ziekenboeg. Coach Siniša Mihajlović gebruikte hem in 2021/22 vrijwel iedere wedstrijd als basisspeler.

### Brentford
Hickey tekende in juli 2022 bij Brentford. Dat betaalde circa 16,5 miljoen euro voor hem aan Bologna.

## Clubstatistieken
| Seizoen         | Club                 | Competitie      | Competitie | Competitie | Beker | Beker | Europees | Europees | Totaal | Totaal |
| Seizoen         | Club                 | Competitie      | Wed.       | Dlp.       | Wed.  | Dlp.  | Wed.     | Dlp.     | Wed.   | Dlp.   |
| --------------- | -------------------- | --------------- | ---------- | ---------- | ----- | ----- | -------- | -------- | ------ | ------ |
| 2018/19         | Hearts of Midlothian | Premiership     | 2          | 0          | 1     | 0     | —        | —        | 3      | 0      |
| 2019/20         | Hearts of Midlothian | Premiership     | 22         | 1          | 8     | 0     | —        | —        | 30     | 1      |
| 2020/21         | Bologna              | Serie A         | 11         | 0          | 1     | 0     | —        | —        | 12     | 0      |
| 2021/22         | Bologna              | Serie A         | 36         | 2          | 0     | 0     | —        | —        | 36     | 2      |
| 2022/23         | Brentford            | Premier League  | 26         | 0          | 0     | 0     | —        | —        | 26     | 0      |
| 2023/24         | Brentford            | Premier League  | 9          | 0          | 2     | 0     | —        | —        | 11     | 0      |
| 2024/25         | Brentford            | Premier League  | 0          | 0          | 0     | 0     | —        | —        | 0      | 0      |
| Carrière totaal | Carrière totaal      | Carrière totaal | 106        | 3          | 12    | 0     | 0        | 0        | 118    | 3      |

Bijgewerkt op 1 april 2025.

## Interlandcarrière
Hickey speelde drie wedstrijden voor Schotland –17. Verder kwam hij voor geen enkele Schotse nationale jeugdselectie uit. Hij debuteerde op 24 maart 2022 in het Schots voetbalelftal. Bondscoach Steve Clarke liet hem toen na 67 minuten invallen tijdens een oefeninterland tegen Polen. Hickey kreeg op 1 juni 2022 voor het eerste een basisplaats in het nationale elftal. Daarmee verloor hij die dag met 1–3 van Oekraïne in de halve finales van de play-offs voor het WK 2022.
1 Flekken ·
2 Hickey ·
3 Henry ·
4 Van den Berg ·
5 Pinnock ·
6 Nørgaard  ·
7 Schade ·
8 Jensen ·
9 Thiago ·
10 Dasilva ·
11 Wissa ·
12 Valdimarsson ·
13 Cox ·
14 Carvalho ·
16 Mee ·
18 Jarmolioek ·
19 Mbeumo ·
20 Ajer ·
21 Meghoma ·
22 Collins ·
23 Lewis-Potter ·
24 Damsgaard ·
26 Konak ·
27 Janelt ·
28 Trevitt ·
30 Roerslev ·
32 Maghoma ·
36 Kim ·
39 Nunes ·
Coach: Frank
· Assistent-coach: O'Connor
· Assistent-coach: Nørgaard
· Assistent-coach: Cochrane